# Haidmühle
Haidmühle este o comună din landul Bavaria, Germania.

## Geografie
Comuna se află în regiunea Donau-Wald pe cursul râului Kalte Moldau (Vltava Rece) la Glasstraße (Drumul Sticlei) în apropiere de granița cu Republica Cehă. Haidmühle se află la 25 km de Freyung, și la 24 km de Waldkirchen fiind polul frigului din Germania.